# Raritan (rivier)

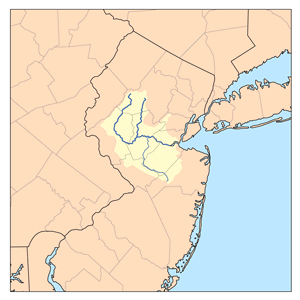
Het stroomgebied van de Raritan eindigt bij Staten Island in Raritan Bay aan de Atlantische Oceaan.

De Raritan (Engels: Raritan River) is een grote rivier in centraal New Jersey in de Verenigde Staten. Zijn stroomgebied zorgt voor de afwatering van een groot deel van het bergachtige gebied in het midden van de staat, wat in de Raritan Bay aan de Atlantische Oceaan wordt geloosd.

## Omschrijving
De rivier krijgt vorm bij de samenvloeiing van de noordelijke en zuidelijke tak ten westen van Somerville (in feite op de grens van Bridgewater, Branchburg en Hillsborough Townships). Vandaar stroomt de rivier voor ongeveer 25 km om dan in langzamer getijwater te komen bij New Brunswick; zijn estuarium bedraagt een goede 22 km om dan in het westelijke deel van Raritan Bay bij South Amboy uit te komen.
De rivier is al sinds de Lenape-indianen een belangrijke transportroute. De naam komt uit de Algonkische talen en betekent "overlopende stroom". De naam wordt ook gebruikt voor de Raritan-indianenstam, een Algonkische stam die op Staten Island leefde, vlak bij de monding van de rivier. In de koloniale tijd zorgde de rivier voor de ontwikkeling van vroege industrie rond New Brunswick en voor het transport van landbouwmaterialen naar centraal New Jersey. Tijdens de Amerikaanse Onafhankelijkheidsoorlog werd de rivier gebruikt om troepen over te brengen. De aanleg van het Delaware and Raritan Canal aan de zuidoever van de rivier zorgde voor een belangrijke verbinding tussen New York en Philadelphia aan de Delaware.
Er zijn veel maatregelen genomen om vervuiling van de rivier te verminderen en zo de waterkwaliteit te verhogen. De vispopulatie (onder andere zonnebaarzen, meerval, forel, Amerikaanse paling, karpers en Perca flavescens) is hierdoor gegroeid. Soms worden ook snoeken (muskellunge) gevangen. De getijwateren van de rivier bevatten zoutwatervissen zoals de gestreepte zeebaars, Amerikaanse winterschol en witte ombervis. Vele vogels en eendachtigen nestelen in of rond de rivier. Schaaldieren zoals wenkkrabben en strandkrabben zijn ook te vinden. Stroomopwaarts zijn rivierkreeften te vinden.
De rivier wordt ook gebruikt voor de pleziervaart, waaronder het roeiteam van de Rutgers-universiteit in New Brunswick. De rivier wordt genoemd in de alma mater van Rutgers, On the Banks of the Old Raritan. De musical 1776 gaat deels over troepen die in de rivier baden.
Ondanks het belang van plezierjacht en drinkwater is de Raritan een van de meest vervuilde rivieren van de VS en wordt als onveilig bestempeld voor zowel visvangst als zwemrecreatie
Geologen geloven dat ongeveer 6000 jaar geleden het lage deel van de Raritan als
monding van de Hudson diende. Aan het einde van de laatste ijstijd waren the Narrows nog niet gevormd en liep de Hudson langs de Watchung Mountains naar wat nu Bound Brook is en volgde vanaf daar de loop van de Raritan naar het oosten tot aan de Lower New York Bay.
Nabij de monding van de rivier wordt deze gekruist door een spoorbrug van New Jersey Transit, de Victory Bridge, Route 35, de Edison Bridge en de Driscoll Bridge.

## Watervoorziening
De Raritan is een belangrijke bron van drinkwater voor centraal New Jersey. Twee zuiveringsfabrieken, beheerd door New Jersey American Water staan waar de Raritan en zijn grootste zijrivier (de Millstone River) elkaar treffen, net ten oosten van Manville.
Ten tijde van droogte en lage watersnelheden wordt de doorstroomsnelheid in de Raritan verhoogd door water te laten wegstromen uit het Round Valley-reservoir en het Spruce Run-reservoir. Beide liggen vlak bij de zuidelijke tak van de rivier in Hunterdon County en zijn met de rivier verbonden via pijpleidingen en kanalen. De waterniveaus worden opgekrikt zodat de zuiveringsfabrieken genoeg water hebben ten tijde van droogte.

## Overstromingen
De Raritan heeft aanhoudende problemen met overstromingen als hevige regenval het waterniveau verhoogt. Deze overstromingen treffen vooral Bound Brook, wat deels gebouwd is in een natuurlijk overstromingsgebied bij de samenkomst van diverse zijrivieren, en Manville, wat een grote wijk genaamd Lost Valley heeft die in het overstromingsgebied tussen de Raritan en de Millstone River ligt. Andere plaatsen aan de rivier hebben ook last van overstromingen, maar in mindere mate.
De grootste overstroming kwam in de nasleep van de orkaan Floyd in september 1999 (maximale golfhoogte: 13,1m; 4,6m boven het risiconiveau) en zorgde voor een hernieuwde interesse in een overstromingbeheersingsproject, genaamd het Green Brook Flood Control Project, wat Bound Brook 150 jaar lang moet beschermen tegen overstromingen. Twee rivierdijken zijn gebouwd rond Bound Brook, maar de hoofddijk die noodzakelijk is om te zorgen dat de Raritan het stadje niet overstroomt is naar verwachting pas eind 2010 klaar.

## Gemeentes aan de Raritan
(op alfabetische volgorde)
- Bound Brook
- Branchburg Township
- Bridgewater
- East Brunswick Township
- Edison
- Franklin Township
- Highland Park
- Hillsborough Township
- Manville
- New Brunswick
- Old Bridge Township (Laurence Harbor- & Cliffwood Beach-delen)
- Perth Amboy
- Piscataway
- Raritan
- Sayreville
- Somerville
- South Amboy
- South Bound Brook
- South River
- Woodbridge

## Zijrivieren
De Raritan wordt gevormd door de samenkomst van:
- North Branch Raritan River
- South Branch Raritan River

De grootste zijrivieren zijn:
- Green Brook
- Lawrence Brook
- Millstone River
- South River